# 弗雷德·連翰墨
弗雷德·H·連翰墨（英語：Fred H. Langhammer，1944年1月13日—）是化妝品產品製造商和營銷商雅詩蘭黛公司的全球事務主席。
在被任命為全球事務主席之前，連翰墨於2000年至2004年擔任雅詩蘭黛公司的執行長，1995年至2004年擔任總裁，並於1985年至1999年擔任營運長。連翰墨在1975年時以日本業務總裁的身份加入雅斯蘭黛。1982年，他被任命為德國業務的常務董事。
他還是新生銀行的董事。連翰墨自2005年以來一直擔任華特迪士尼公司的董事。他目前還擔任美國當代德國研究所董事會的聯合主席。

## 獎項及榮譽
連翰墨曾獲得紐約國際中心卓越獎。

## 外部連結
- 弗雷德·連翰墨簡歷